# Javier Rodríguez Menéndez
Javier Rodríguez Menéndez és un dibuixant de còmic asturià que treballa principalment com a colorista per al mercat americà. Entre les seves obres més destacades destaquen Batgirl: Year One, Daredevil, The Amazing Spider-Man i Spider-Woman.

## Carrera
Mentre estudiava a la Universitat de Belles Arts d'Oviedo, Rodríguez i un grup d'amics (un dels quals era Germán García) van iniciar un fanzine de còmics anomenat Froilán. El 1996, va dibuixar Anselmo Ensombras, un còmic sobre la història del cinema espanyol pel 34è Festival Internacional de Cinema de Gijón, i autoedita el primer número de Love Gun, una minisèrie futurista de quatre números sobre un grup d'amics amb greus crítiques socials sobre temes com l'atur i la independència econòmica dels joves (el llom del còmic era “al segle xxi, l'atur continua sent un problema..."). Només es van publicar tres números, deixant la història inacabada, cosa que encara va ser suficient per cridar l'atenció pel jove dibuixant de crítica i públic. El 1998, l'editorial madrilena Under Cómic va llançar Love Gun amb un nou número 1 i una nova història. Ígor Medio va ajudar a Rodríguez escrivint guions i entintant el segon volum. Tot i que el títol patia una publicació erràtica i va deixar de produir-se després de quatre números, deixant de nou la història sense acabar, la sèrie va guanyar prou atenció perquè l'editorial publiqués algun merxandatge (cartells, samarretes, postals), cosa absolutament inèdita en el mercat independent espanyol de còmics. El 1999, Rodríguez va ser nominat a l'"Autor revelació" al Saló del Còmic de Barcelona.
Rodríguez va començar la seva carrera professional col·laborant a la revista espanyola de còmics underground El Víbora. A més de diverses narracions breus i il·lustracions de portada, va crear les sèries Paraíso, Punk Rock Bar (més tard recopilada en un sol volum per Kappa Entrialgo a Itàlia), Tenebro i Comprobando la Realidad, amb guió de Mauro Entrialgo. Rodríguez va continuar publicant a les pàgines d'El Víbora fins al 2002.
Al mateix temps, Rodríguez fa alguns còmics breus personalitzats com Blue Joven (per al BBVA) i Los Potaje (per al municipi de Gijón), inclosos en una campanya per prevenir l'abús de l'alcohol dirigit a les escoles, així com diverses il·lustracions per a bandes de música com Manta Ray, Australian Blonde i Felpeyu. També va treballar en producció de pel·lícules i publicitat per a empreses com LolaFilms, Canal Plus i Mediapro, i va tocar en una banda anomenada Kactus Jack.
A finals del 2002, publica la seva primera novel·la gràfica a tot color, Wake Up a través de Glénat. El 2003 marca el seu debut al mercat americà, no com a dibuixant sinó com a colorista; debuta a la sèrie limitada Batgirl: Year One de DC Comics (dibuixada per Marcos Martín i entintada per Álvaro López, tots dos també de nacionalitat espanyola). Des de llavors, va pintar moltes cobertes i interiors tant per a DC com per a Marvel Comics, de tant en tant llapis per a diverses publicacions relacionades amb Daredevil i Spider-Man.
Rodríguez va contribuir a tots els números de la revista infantil Mister K amb la seva sèrie Crononautas, i va crear Lolita HR amb Delphine Rieu per a Les Humanoïdes Associés, originalment serialitzada a Shogun Mag i posteriorment recopilada en volums en estil manga.

## Obra
Rodríguez coloreja i entinta els seus propis llapis, tret que s'indiqui el contrari:
- Anselmo Ensombras (amb Boni Pérez, Ígor Medio i Andrea Parissi, one-shot, Cactus Comics, 1996)
- Love Gun (guió i art):
  - Volum 1 #1-3 (of 4) (Cactus Comics, 1996–1997)
  - Volum 2 #1-4 (with Ígor Medio, Under Cómic, 1998–1999)
- El Víbora (antologia, La Cúpula):
  - Paraíso, Punk Rock Bar (guió i art, als números 215-233/4, 1997–1999)
  - Tenebro (script and art, números 236-247, 1999–2000)
  - Comprobando la Realidad (amb Mauro Entrialgo, núm. 48-257/8 i 260-264, 2000–2002)
- Wake Up (guió i art, novel·la gràfica, Glénat, 2002)
- Miedo (amb David Muñoz i Antonio Trashorras, novel·la gràphica, Glénat, 2003)
- Mister K #1-55: "Crononautas" (guió i art, antologia, El Jueves, 2004–2006)
- Shogun Mag: "Lolita HR" (amb Delphine Rieu, antologia, Les Humanoïdes Associés, 2007–2011)
- Web of Spider-Man vol. 2 (antologia, Marvel):
  - "The Irritable J. Jonah Jameson" (amb Tom Peyer, al #2, 2010)
  - "The Extremist" (amb Fred Van Lente, 2010):
    - "Part 1" (amb colors de Muntsa Vicente, al #8)
    - "Part 2" (amb Nick Dragotta, Pat Olliffe i colors d'Andres Mossa, al #9)
- The Black Cat vol. 2 #2-3 (amb Jen Van Meter, Javier Pulido i colors de Matt Hollingsworth, Marvel, 2010)
- The Amazing Spider-Man (Marvel):
  - "Magnetic Man: The Choice" (amb Frank Tieri, història secundària, al #662, 2011)
  - "Three O'Clock High!" (amb Clay McLeod Chapman, història secundària, al #700.4, 2014)
  - "Recapturing That Old Spark" (amb Dan Slott i Christos Gage, història secundària, al vol. 3 #1, 2014)
  - "What to Expect" (amb Dennis Hopeless i tintes d'Álvaro López, història secundària, al vol. 4 #1, 2015)
- Daredevil vol. 3 #28-29 and 34, vol. 4 #1.50 i 6-7 (amb Mark Waid, Marvel, 2013–2014)
- Superior Spider-Man (Marvel):
  - "Hostage Crisis" (amb Christos Gage, a Annual #1, 2014)
  - "Goblin Nation: Prelude" (amb Dan Slott, Humberto Ramos i Marcos Martín, al #26, 2014)
  - "Goblin Nation: Blood Ties" (amb Christos Gage, a Annual #2, 2014)
- AXIS: Hobgoblin #1-3 (amb Kevin Shinick i tintes d'Álvaro López, Marvel, 2014–2015)
- Spider-Woman (amb Dennis Hopeless i tintes d'Álvaro López, Marvel):
  - Volume 5 #5-9 (amb colors per Muntsa Vicente in #7-8, 2015)
  - Volume 6 #1-5 i 8-9 (amb colors per Rachelle Rosenberg in #3-5, 2016)
- Spider-Gwen vol. 2 Annual #1: "8 Days a Week — Friday" (amb Jason Latour i tintes d'Álvaro López, història secundària, Marvel, 2016)
- Doctor Strange and the Sorcerers Supreme #1-4, 6-9 (amb Robbie Thompson, tintes d'Álvaro López i colors per Jordie Bellaire, Marvel, 2016–2017)
- Royals #8-12: "'Judgment Day" (amb Al Ewing i Kevin Libranda, tintes d'Álvaro López i colors per Jordie Bellaire, Marvel, 2017–2018)
- Exiles vol. 3 (amb Saladin Ahmed i tintes d'Álvaro López, Marvel):
  - "Test of Time" (#1-5, amb colors per Jordie Bellaire (#1) i Chris O'Halloran (#2-4), 2018)
  - "Trial of the Exiles" (#9-12, amb colors per Muntsa Vicente, 2018–2019)
- History of the Marvel Universe #1-6 (amb Mark Waid i tintes per Álvaro López, Marvel, 2019–2020)
- Marvel Comics #1000: "Professor Cold Call" (amb Phil Lord and Christopher Miller i tintes per Álvaro López, antologia, Marvel, 2019)

### Només portades
- Spider-Woman vol. 5 #2, 10 (Marvel, 2015)
- Spider-Woman vol. 6 #6-7, 10-17 (Marvel, 2016–2017)
- Deadpool vol. 4 #17 (Marvel, 2016)
- Doctor Strange and the Sorcerers Supreme #5, 10-12 (Marvel, 2017)
- Star Wars vol. 4 #30 (Marvel, 2017)
- Secret Warriors vol. 2 #3 (Marvel, 2017)
- Star Wars: Jedi of the Republic – Mace Windu #1 (Marvel, 2017)
- Shang-Chi, Master of Kung Fu #126 (Marvel, 2018)
- Venom #161 (Marvel, 2018)
- Legion #1-5 (Marvel, 2018)

### Només colors
- Batgirl: Year One #1-9 (DC Comics, 2003)
- Harley Quinn #38 (només de la portada, DC Comics, 2004)
- Green Arrow vol. 3 #33-42 (només de la portada, DC Comics, 2004–2005)
- Human Target vol. 2 #4-5, 12-13 (Vertigo, 2003–2004)
- Batman: Legends of the Dark Knight (DC Comics) #180-181 (només portades, 2004), #182-184 (2004)
- Fallen Angel #15, 18 (només portades, DC Comics, 2004–2005)
- Breach #1-11 (DC Comics, 2005–2006)
- Captain America 65th Anniversary Special (Marvel, 2006)
- Nightwing (#118-121, DC Comics 2006)
- Doctor Strange: The Oath #1-5 (on Marcos Martín, Marvel, 2006–2007)
- Dead of Night featuring Man-Thing #1 (Marvel, 2008)
- Avengers Classic (#11-12 històries secundàries, Marvel, 2008)
- The Amazing Spider-Man (Marvel) #559-561, Extra! #1, 577-579, 600, 605, 615-616, 618-620, 642-646, 657, 662-663, 2008–2012)
- Beta Ray Bill: Godhunter #1-3 (Marvel, 2009)
- The Immortal Iron Fist #27 (Marvel, 2009)
- Captain America Comics 70th Anniversary Special (Marvel, 2009)
- All Select Comics 70th Anniversary Special (Marvel, 2009)
- Captain America: Who Will Wield the Shield? (només portada, Marvel, 2010)
- Siege: The Cabal (només portada, Marvel, 2010)
- Fantastic Four (Marvel):
  - només portada (#574-588, 2010–2011)
  - portada i interiors (Annual #33, 2012)
- Petey (Marvel Digital, 2010)
- Web of Spider-Man vol. 2 #6 (Marvel, 2010)
- Avengers Prime #1-5 (Marvel, 2010–2011)
- Captain America: Who Won't Wield the Shield? (Marvel, 2010)
- The Invincible Iron Man #500 (Marvel, 2011)
- I am an Avenger #5 (Marvel, 2011)
- Avengers: The Children's Crusade — Young Avengers (Marvel, 2011)
- Excalibur Visionaries: Alan Davis Volume 3 tpb (Marvel, 2011)
- The Avengers vol. 4 #13-14, 16-17 (només portades, sobre dibuix d'Alan Davis, Marvel, 2011)
- Daredevil vol. 3 (Marvel):
  - sobre Paolo Rivera (#1-3, 7 i 9-10, 2011–2012)
  - sobre Marcos Martín (#5, 2011)
  - sobre Kano (#8, 2012)
  - sobre Khoi Pham (#10.1, 2012)
  - sobre Alan Davis (Annual #1, 2012)
  - sobre Chris Samnee:
    - Volume 3 (#12-16, 18-27, 28-29 (només portades), 30-33, 34 (només portada) i 35-36, 2012–2014)
    - Volume 4 (Road Warrior digital comic + #6-7 (només portades) i 1-5, 2014)
- Spider-Island: Cloak and Dagger #1-3 (on Emma Ríos, Marvel, 2011)
- X-Men: Schism #4 (sobre Alan Davis, Marvel, 2011)
- Point One (sobre Javier Pulido, Marvel, 2012)
- Captain Marvel vol. 7 (Marvel):
  - sobre Ed McGuinness (només portades, #1-4, 2012)
  - sobre Karl Kesel (#3, 2012)
- Avenging Spider-Man #11 (només portada, sobre Chris Samnee, Marvel, 2012)
- Wolverine vol. 4 Annual #1 (sobre Alan Davis, Marvel, 2012)
- The Mighty Thor #18-21 (sobre Alan Davis, Marvel, 2012)
- Journey into Mystery #643-644 (només portades, sobre Alan Davis, Marvel, 2012)
- Guardians of the Galaxy Infinite Comic #2 (sobre Ming Doyle, Marvel Digital, 2013)